# Кольонія-Коканін
Кольонія-Коканін (пол. Kolonia Kokanin) — село в Польщі, у гміні Желязкув Каліського повіту Великопольського воєводства.
Населення — 317 осіб (2011).
У 1975-1998 роках село належало до Каліського воєводства.

## Демографія
Демографічна структура станом на 31 березня 2011 року:
|          | Загалом | Допрацездатний вік | Працездатний вік | Постпрацездатний вік |
| -------- | ------- | ------------------ | ---------------- | -------------------- |
| Чоловіки | 149     | 32                 | 103              | 14                   |
| Жінки    | 168     | 30                 | 99               | 39                   |
| Разом    | 317     | 62                 | 202              | 53                   |